# Radon
Radon (Rn, łac. radon) – pierwiastek chemiczny z grupy gazów szlachetnych.
Odkryty w 1900 roku przez Friedricha Dorna. Początkowo był nazywany „emanacją” (symbol Em), proponowano dla niego także nazwę „niton” (Nt). Niektóre jego izotopy nosiły własne nazwy, pochodzące od pierwiastków z których powstały, jak 222
Rn – „radon”, „emanacja radowa”, 220
Rn – „toron”, „emanacja torowa” (symbol Tn) lub 219
Rn – „aktynon”, „emanacja aktynowa” (An). Po roku 1923 przyjęto jako obowiązującą nazwę najtrwalszego izotopu.

## Właściwości fizyczne
Radon jest bezbarwnym, bezwonnym radioaktywnym gazem szlachetnym. Występuje naturalnie, jako produkt rozpadu radu, który z kolei powstaje z obecnego w przyrodzie w sporych ilościach uranu. Jego najstabilniejszy izotop 222
Rn ma okres połowicznego rozpadu 3,8 dnia i jest stosowany w radioterapii.
Gęstość radonu wynosi 9,73 kg/m³ – jest 8 razy cięższy niż średnia gęstość gazów atmosferycznych. W temperaturze pokojowej jest bezbarwny, ale schłodzony do punktu zamarzania (−71 °C), nabiera barwy żółtej, a poniżej −180 °C staje się pomarańczowo-czerwony. Emituje również intensywną poświatę, będącą efektem jego radioaktywności.

### Promieniotwórczość
Radon w czasie rozpadu emituje promieniowanie alfa (oraz w mniejszym stopniu beta) o małej przenikliwości, ale o dużej zdolności jonizującej (wysoka energia, duża masa cząstki). 222
Rn jest izotopem naturalnym, pochodzącym bezpośrednio z rozpadu 226
Ra (o okresie połowicznego zaniku 1600 lat). Ten zaś jest długożyciowym produktem przemian radioaktywnych zachodzących w naturalnym szeregu promieniotwórczym, którego pierwszym członem jest naturalny izotop uranu 238
U. Zawartość uranu w skorupie ziemskiej wynosi średnio 2 ppm (0,0002%), jest więc stosunkowo duża. Dlatego zawartość 222
Rn w powietrzu atmosferycznym w warstwie przypowierzchniowej jest znaczna. Średnie stężenie 222
Rn w powietrzu w Polsce wynosi ok. 10 Bq/m³. Promieniowanie pochodzące od radonu stanowi 40–50% dawki promieniowania, jaką otrzymuje mieszkaniec Polski od źródeł naturalnych. Radon może stanowić zagrożenie dla zdrowia, bowiem gromadzi się w budynkach mieszkalnych, zwłaszcza w piwnicach, przedostając się tam z gruntu w wyniku różnicy ciśnień (efekt kominowy). Dotyczy to zwłaszcza podłoża granitowego, zawierającego większe ilości uranu niż skały osadowe. Aktualnie w Polsce obowiązuje limit stężenia radonu w nowych budynkach mieszkalnych wynoszący 200 Bq/m³. Szkodliwość radonu jest wynikiem stosunkowo szybkiego jego rozpadu, prowadzącego do powstania kilku krótkożyciowych pochodnych, również radioaktywnych, emitujących promieniowania alfa. Ich zatrzymanie w płucach powoduje uszkodzenia radiacyjne, prowadzące do rozwoju choroby nowotworowej.

## Wpływ na zdrowie
Przedawkowanie radonu lub stała praca przy kopalinach emanujących radon wpływa niekorzystnie na zdrowie. Szkodliwość polega na uszkadzaniu struktury chemicznej kwasu DNA przez wysokoenergetyczne, krótkotrwałe produkty rozpadu radonu 222
Rn, co może prowadzić do choroby popromiennej.
Niektóre badania naukowe potwierdzają pozytywne działanie radonu w terapii zapaleń górnych i dolnych dróg oddechowych. W medycynie alternatywnej wody radonowe stosuje się do kąpieli w rehabilitacji chorób narządów ruchu, zarówno pourazowych, jak i reumatycznych – nie potwierdzają jednak tego źródła medyczne.

## Właściwości chemiczne
Właściwości radonu są stosunkowo słabo znane z powodu jego wysokiej radioaktywności. Radon należy do grupy gazów szlachetnych, które są chemicznie obojętne. Mimo to znanych jest kilka jego związków o różnych stopniach utlenienia. Są to m.in. fluorki RnF
2, RnF
4, RnF
6, chlorek RnCl
4 i trójtlenek radonu RnO
3. Ze względu na nietrwałość samego radonu nie mają zastosowań.

## Izotopy
Naturalnie występują cztery izotopy radonu, które powstają w wyniku rozpadu uranu 238
U (218
Rn i 222
Rn), 235
U (219
Rn) i toru 232
Th (220
Rn). Spośród nich izotop 222
Rn ma zdecydowanie najdłuższy czas trwania – 3,8 dnia (pozostałe poniżej doby). Stanowi on praktycznie 100% radonu spotykanego naturalnie i ma możliwość migracji i gromadzenia się. Oprócz występujących naturalnie izotopów, znanych jest około 30 innych wytworzonych sztucznie w laboratorium.
| Izotop | Okres połowicznego rozpadu |
| ------ | -------------------------- |
| 195 Rn | 6 ms                       |
| 196 Rn | 4,7 ms                     |
| 197 Rn | 66 ms                      |
| 198 Rn | 65 ms                      |
| 199 Rn | 620 ms                     |
| 200 Rn | 0,96 s                     |
| 201 Rn | 7,0 s                      |
| 202 Rn | 9,94 s                     |
| 203 Rn | 44,2 s                     |
| 204 Rn | 1,17 min                   |
| 205 Rn | 170 s                      |
| 206 Rn | 5,67 min                   |
| 207 Rn | 9,25 min                   |
| 208 Rn | 24,35 min                  |
| 209 Rn | 28,5 min                   |
| 210 Rn | 2,4 h                      |
| 211 Rn | 14,6 h                     |
| 212 Rn | 23,9 min                   |
| 213 Rn | 19,5 ms                    |
| 214 Rn | 0,27 µs                    |
| 215 Rn | 2,30 µs                    |
| 216 Rn | 45 µs                      |
| 217 Rn | 0,54 ms                    |
| 218 Rn | 35 ms                      |
| 219 Rn | 3,96 s                     |
| 220 Rn | 55,6 s                     |
| 221 Rn | 25,7 min                   |
| 222 Rn | 3,8235 dni                 |
| 223 Rn | 24,3 min                   |
| 224 Rn | 107 min                    |
| 225 Rn | 4,66 min                   |
| 226 Rn | 7,4 min                    |
| 227 Rn | 20,8 s                     |
| 228 Rn | 65 s                       |